# Rue Narcisse-Brunette
La rue Narcisse-Brunette est une voie de la commune de Reims, située au sein du département de la Marne, en région Grand Est en France.

## Situation et accès
La rue appartient administrativement au quartier centre-ville de Reims.
La voie est à sens unique est/ouest sur toute sa longueur avec, une piste cyclable à contre-sens.

## Origine du nom
La rue prend le nom de Narcisse Brunette, architecte rémois ayant œuvré aussi dans la Marne.

## Historique
Rue ouverte en 1925 dans le lotissement de Champfleury.